# Strada di Čerkassk
La strada di Čerkassk (in russo Черкасский тракт?, Čerkasskij trakt), o Grande strada di Čerkassk, era un percorso postale, realizzato tra la fine del XVIII e l'inizio del XIX secolo, che attraversava la Russia europea collegando Stavropol', nel Caucaso settentrionale, a Mosca.
Inizialmente l'itinerario attraversava l'allora capitale dei Cosacchi del Don, Čerkassk, da cui prese il nome. Successivamente, dopo la fondazione di Novočerkassk (1805), fu fatta passare da quest'ultima città. La strada ebbe una significativa importanza strategica durante la Guerra caucasica e le guerre tra impero russo e impero ottomano.
Cominciò a perdere rilievo con lo sviluppo dei collegamenti ferroviari nel Caucaso settentrionale. In alcuni documenti di fine ottocento è indicata come Strada postale da Stavropol' a Rostov sul Don.